# Чібезе Єзекіїль
Чібезе Єзекіїль (1979/1980 (вік 44–45) р.н.) — ганський екологічний активіст і лауреат Екологічної премії Goldman 2020 для Африки. Відомо, що він закликав Міністерство навколишнього середовища Гани скасувати будівництво вугільної електростанції шляхом активної діяльності.

## Життя та кар'єра
Він є засновником Стратегічної молодіжної мережі розвитку, молодіжної організації, яка займається екологічними та соціальними змінами в Гані. Він також був національним координатором 350 Ghana Reducing Our Carbon (350 GROC). Він є головою молоді в управлінні природними ресурсами та навколишнім середовищем (Youth-NREG). Чібезе є членом групи міжнародних експертів з проекту «Навколишнє середовище 2022» (EP 2022).

## Активізм
У 2013 році уряд Гани запропонував будівництво вугільної електростанції потужністю 700 МВт і прилеглого порту в Абоабо в районі Екумфі. Проєкт, який був запропонований Управлінням річки Вольта та Shenzen Energy Group. Для реалізації проекту потрібна була позика в розмірі 1,5 мільярда доларів від Китайського африканського фонду розвитку. Проєкт мав стати першим у своєму роді в Гані, яка не має запасів вугілля, бо щорічно буде імпортувати сировину з Південної Африки, за оцінками, близько 2 мільйонів тонн.
Чібезе підняв громадськість до кампанії проти будівництва вугільної електростанції в Гані. Він працював з місцевими громадами, розповідаючи їм про шкоду, яку завдала б вугільна електростанція. Він також попросив уряд перейти на відновлювані джерела енергії.

## Зовнішні посилання
- Час із Чібезе, першим ганом, який приєднався до ради 350.org
- Ми африканські народжені
- Чібез Єзекіель - лауреат премії Голдмана
- Доповідь на TED – Бачення сталої енергетики в Африці
- Говорячи: голоси Гани в соціальних мережах
- Citi TV : Час з Чібезе Єзекіїлем